# Битва за Сыпин
Битва за Сыпин (кит. упр. 四平战斗, 15-17 марта 1946) — одно из сражений 2-го этапа гражданской войны в Китае, в ходе которого коммунисты смогли взять под контроль город Сыпин.

## Предыстория
В годы японо-китайской войны войска гоминьдановского правительства оказались оттеснены далеко на юго-запад Китая. В 1945 году в результате маньчжурской операции советских войск Северо-Восток Китая был оккупирован советскими войсками. Однако, советские гарнизоны стояли лишь в крупных городах и контролировали лишь основные транспортные магистрали, в остальных местах наступило безвластие.
В годы войны с Японией КПК и Гоминьдан образовали единый фронт, однако по окончании боевых действий этот союз распался в связи с вопросом о власти в освобождённой стране. В соответствии с договором между СССР и Китайской республикой, советские войска пустили на занятые ими территории представителей гоминьдановской администрации, однако отказались допустить высадку перебрасываемых на американских транспортных судах гоминьдановских войск в Порт-Артуре и Дальнем. Гоминьдановцам пришлось высаживаться в Циньхуандао и дальше двигаться по суше. Коммунисты, создавшие в годы войны с Японией крупные партизанские части в японском тылу, успели прийти в сельскую местность Северо-Востока Китая раньше гоминьдановцев, и всячески препятствовали продвижению их войск.
Правительство Китайской республики разработало план нового административно-территориального деления Северо-Востока, в соответствии с которым Сыпин должен был стать административным центром созданной 10 января 1946 года провинции Ляобэй. 8 января 1946 года в Сыпин прибыл командующий гоминьдановской 107-й дивизией Лю Ханьдун, который должен был стать губернатором провинции Ляобэй, и Ли Чунго — новый мэр Сыпина. Не имея войск, Лю Ханьдун начал создавать вооружённые силы из местных бандитов, бывших военнослужащих армии Маньчжоу-го и т. п. Эти действия лишь усилили неприязнь к гоминьдановцам со стороны местного населения, и так недовольного действиями Нанкинского правительства в 1931 году, когда после Маньчжурского инцидента Чан Кайши запретил китайским войскам оказывать сопротивление японцам.
В 1946 году возросла напряжённость между СССР и Китайской республикой из-за вопросов о маньчжурских трофеях. Чтобы надавить на СССР, Чан Кайши организовал в ряде китайских городов антисоветские выступления. В ответ на это представители советской администрации в Маньчжурии, когда начался вывод советских войск, прекратили всякое сотрудничество с местной гоминьдановской администрацией, но зато проинформировали о графике вывода войск местных коммунистов, в результате чего войска КПК получили возможность занимать города сразу после того, как оттуда уходили советские войска.

## Ход событий
Чтобы использовать открывшиеся возможности, Хуан Кэчэн приказал 3-й армейской группе Западноманьчжурского военного района быстро двигаться на север, и она выдвинулась от Факу к Сыпину. 13 марта 1946 года советские войска оставили Сыпин, и Хуан Кэчэн, присоединив к двум своим бригадам Охранную 1-ю бригаду Ляосиского военного района (командир — Дэн Хуа) приказал атаковать Сыпин.
Четырёхтысячное войско Лю Ханьдуна не подозревало, что коммунисты смогут прибыть так быстро, и было захвачено врасплох. 15 марта коммунисты захватили аэропорт к западу от города, а в ночь на 17 марта начался штурм города. После 10-часового боя Сыпин перешёл в руки коммунистов. Лю Ханьдун и два его заместителя — бывшие бандиты Ван Дахуа и Ван Яодун — попали в плен. Трофеями коммунистов стали 69 пулемётов, 32 артиллерийских орудия, свыше двух десятков автомобилей, 300 тягловых лошадей и большое количество другого военного имущества.

## Итоги и последствия
Падение Сыпина разъярило Чан Кайши. В связи с тем, что Ду Юймин в этот момент находился в Бэйпине, командование гоминьдановскими войсками на Северо-Востоке осуществлял находившийся в Цзиньчжоу Сюн Шихуэй. 18 марта гоминьдановские войска двинулись от Шэньяна на Ляоян, Фушунь и Телин. Находившиеся в Южной Маньчжурии войска коммунистов, ещё не пришедшие в себя после Шалинского сражения, отступали, ограничиваясь арьергардными боями. 2 апреля гоминьдановские войска подошли к Сыпину. Однако начавшиеся затяжные ливни превратили дороги в болота, и гоминьдановские механизированные части лишились своего преимущества в подвижности, танки и грузовики вязли в грязи. В этих условиях Линь Бяо принял решение не оставлять Сыпин без боя.